# اینگرید لومپرور
اینگرید لومپرور (فرانسوی: Ingrid Lempereur‎؛ زادهٔ ۲۶ ژوئن ۱۹۶۹) شناگر اهل بلژیک است.
وی در مسابقات کشوری و بین‌المللی در مجموع برندهٔ ۱ مدال طلا، ۲ مدال نقره، ۱ مدال برنز شده‌است.